# بيترو ماسيني
بيترو ماسيني (بالإيطالية: Simone Masini)‏ هو لاعب كرة قدم إيطالي في مركز الهجوم، ولد في 23 أكتوبر 1984 في بيزا في إيطاليا. شارك مع منتخب إيطاليا تحت 20 سنة لكرة القدم. أما مع النوادي، فقد لعب مع نادي أسكولي ونادي تشيزينا ونادي ريجينا ونادي كاتانزارو ونادي لوكيزي ونادي مانتوفا ونادي مونزا.

## وصلات خارجية
- سيمون ماسيني على موقع إي إس بي إن إف سي (الإنجليزية)
- سيمون ماسيني على موقع قاعدة بيانات كرة القدم.إي يو (الإنجليزية)
- سيمون ماسيني على موقع Soccerway.com (الإنجليزية)